# Zwangerschapsdiscriminatie
Zwangerschapsdiscriminatie is een vorm van discriminatie die optreedt als zwangere vrouwen worden ontslagen, niet worden aangenomen of op een andere manier worden benadeeld vanwege hun zwangerschap dan wel vanwege een zwangerschapswens. Zwangerschapsdiscriminatie belemmert vrouwen in hun participatie op de arbeidsmarkt en economische zelfstandigheid.
Vaak voorkomende vormen van zwangerschapsdiscriminatie zijn:
- niet worden aangenomen bij een sollicitatieprocedure.
- ontslagen worden na het aankondigen van de zwangerschap bij de werkgever.
- ontslagen worden na afloop van het bevallingsverlof.
- geen verlenging van een tijdelijke contract.[2]

Volgens artikel 11 van het Verdrag inzake de uitbanning van alle vormen van discriminatie van vrouwen is het verboden om vrouwen te ontslaan vanwege moederschap of zwangerschap. Hetzelfde verdrag geeft vrouwen recht op verlof en op een daarmee samenhangend sociaal vangnet.

## Situatie in Nederland
In Nederland is het verbod op zwangerschapsdiscriminatie opgenomen in artikel 1 van de Wet gelijke behandeling.
Werkgevers mogen op grond hiervan niet aan een vrouw vragen of zij  een kinderwens heeft, hoe zij de opvang voor kinderen heeft geregeld en of ze zwanger is. Vrouwen hoeven een zwangerschap bij een sollicitatie niet te melden en zij mogen niet ontslagen worden op grond van een verzwegen zwangerschap. Ook mogen werkgevers zwangere vrouwen of moeders niet benadelen bij de arbeidsvoorwaarden. Zij mogen hun aantal werkuren niet verminderen en ook hun functie niet wijzigen.
Ondanks deze wet en het internationale verdrag uit 1979 is zwangerschapsdiscriminatie in Nederland in 2016 nog een structureel probleem. Van de vrouwen die actief zijn op de arbeidsmarkt heeft 43% te maken gehad met discriminatie wegens zwangerschap of pril moederschap. Het gaat daarbij om 65.000 vrouwen. Een op de tien vrouwen is door een recente zwangerschap een promotie, salarisverhoging of opleiding misgelopen. Bovendien geeft 44% van de vrouwen met een tijdelijk contract aan dat hun contract niet is verlengd (mede) vanwege zwangerschap.